# Basetový roh
Basetový roh je jednoplátkový dřevěný nástroj patřící do rodiny klarinetových nástrojů. Jeho tónový rozsah leží mezi „tradičním“ sopránovým klarinetem a basklarinetem, proto se o něm mluví také jako o tenorovém zástupci klarinetové rodiny. Je laděn in F a zní o kvintu níže než v notovém zápise. Stejně jako klarinet se tradičně zapisuje v houslovém klíči, v některých starších skladbách se používá i basový klíč.

## Stavba a funkce
Podobně jako klarinet se skládá z pěti částí: hubička, soudek, horní díl, spodní díl a ozvučník. U moderních basetových rohů je ozvučník vyráběn z kovu a směřuje nahoru, stejně jako u basklarinetu. Hmatový systém může být buď Boehmův nebo německý (Öhlerův).

## Historie
První basetové rohy se vyráběly již v roce 1760, v té době ještě v různých laděních (např. in D nebo in G). Basetový roh není nijak příbuzný ostatním rohům (například lesnímu rohu), jeho název je nejspíše odvozen od zahnutého tvaru, kterým se první nástroje vyznačovaly.
Dnešní rovný typ basetových rohů se začal prosazovat od 19. století. Od této doby se ale také jeho obliba pomalu snižovala, protože začal být vytlačován modernějším basklarinetem.

## Použití v hudbě
Wolfgang Amadeus Mozart s oblibou komponoval pro tento nástroj, příkladem mohou být dueta a tria pro basetové rohy nebo jejich obsazení ve význačných dílech jako Rekviem a opery Kouzelná flétna a La Clemenza di Tito. Po Mozartovi komponovali pro tento nástroj především Felix Mendelssohn-Bartholdy (dva koncerty pro klarinet, basetový roh a orchestr) a Richard Strauss.
Zájem o tento nástroj dodnes nezanikl, například z České republiky pochází Pražské trio basetových rohů, které má v repertoáru originální i upravené skladby.